# 西南财经大学
西南财经大学，或简称西南财大、西财，是中华人民共和国教育部直属高等学校，“211工程”、“985优势学科创新平台项目”以及国家双一流计划一流学科建设高校，也是国家教育体制改革试点高校和EQUIS認證成員。学校由光华和柳林两个校区组成，其中光华校区位于成都市青羊区光华村，柳林校区位于成都市温江区。
西南财经大学是以经济学和管理学学科为主体，金融学科为重点，并包含法、文、理、工等多个学科的财经院校。截止2015年4月，学校有27个学院（中心、部）等教学单位，33个本科专业、11个硕士学位授予权一级学科，108个硕士学位培养专业（含18个硕士专业学位）、5个博士学位授予权一级学科，57个博士学位培养专业，以及4个博士后流动站；4个国家重点学科（金融学、政治经济学、会计学和统计学），5个省级重点一级学科，4个省级重点二级学科，被誉为“中国金融人才库”。

## 历史

### 概述

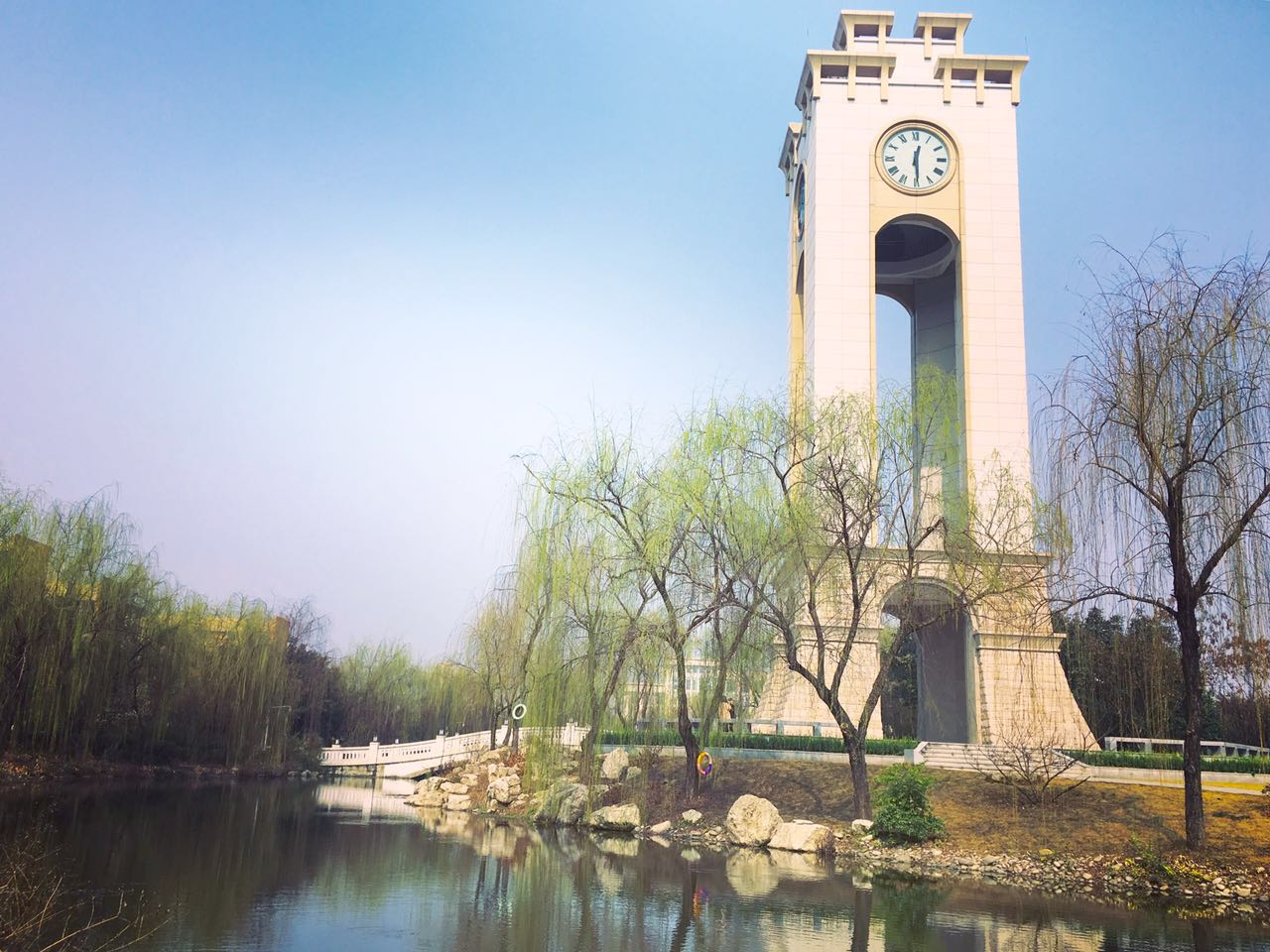
西南财经大学的钟楼

现今的西南财经大学是在1952年和1953年两次全国高等院校院系调整中，以成华大学为基础，并入当时西南地区16所财经院校及综合大学的财经系科组建而成的学校，初名为四川财经学院，1985年更为现名。2012年，西南财经大学决定将建校时间前推27年，即光华大学成立的1925年，并以每年6月3日为校庆日。

### 光华大学成都分部时期（1938年 - 1946年）

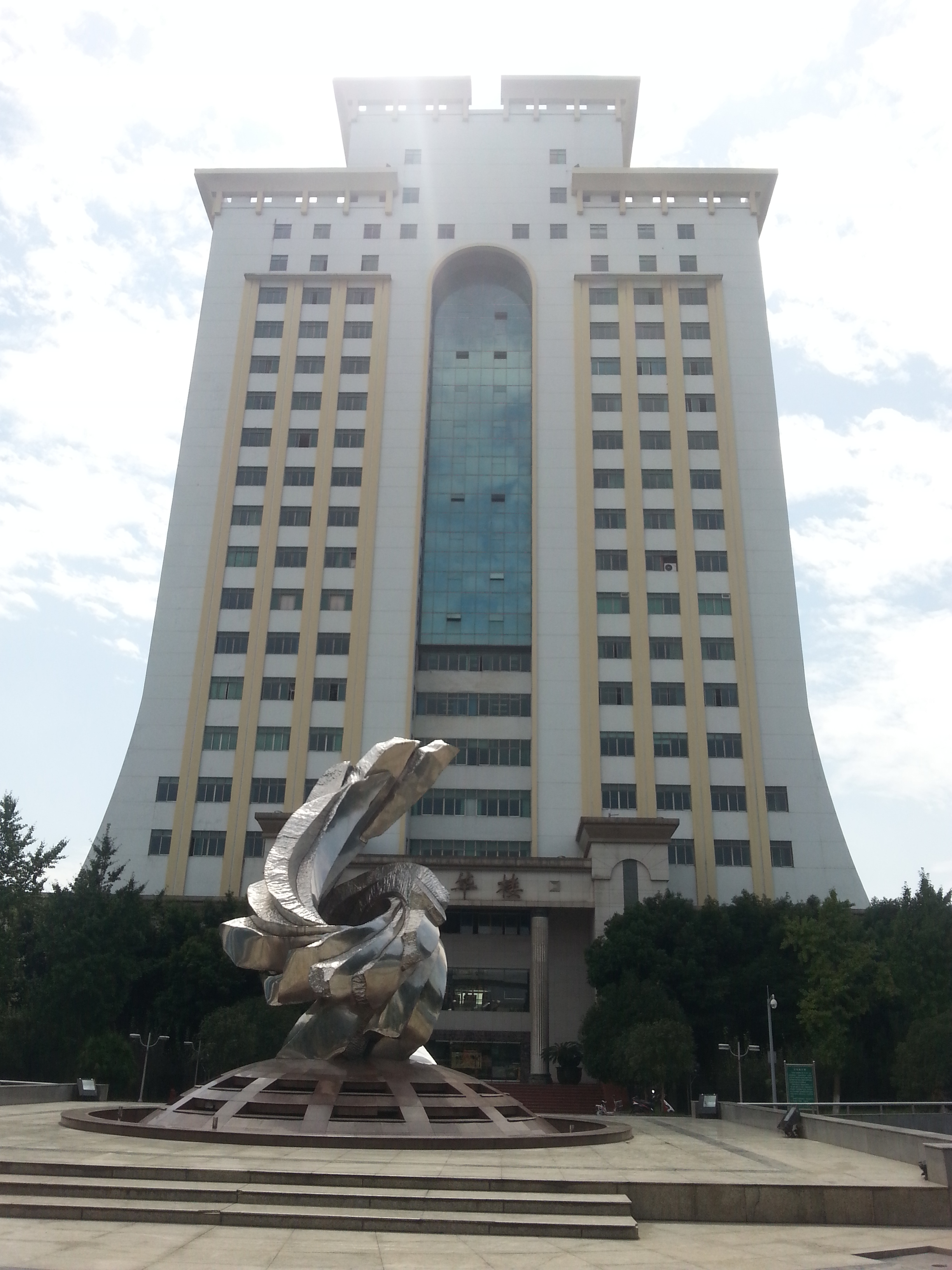
西南财经大学光华楼

1937年8月13日，日军进攻上海，光华大学正常教学受到严重影响。为确保教学工作不因战争中断，光华大学校董会决定在四川成都设立分校，并委托当时正在四川的商学院院长谢霖教授负责筹备。1938年3月，光华大学成都分部正式开学，学校最初租成都市内王家坝街房屋为校舍，后迁至成都西郊草堂寺迤西（今光华村）。
至抗日战争胜利学校赠送川省人士接办时，分校已有最初的50亩校基扩到150余亩，建起了礼堂、教室、图书馆、学生宿舍、教职工宿舍等共600余间房屋。
1945年秋，抗日战争胜利，光华大学上海本部立即复校。由于当时中华民国教育部的大学规程规定，不准永久设立分校，又加之早有张寿镛校长和谢霖副校长商定分校“永久留川”的计划，光华大学校董会决议，将成都分部移交川省地方人士接办，并将全部校产一律奉赠。经商洽，川省人士公推邓锡侯为代表，并在10月30日表示接受，后组建新校董会，定新校名为“私立成华大学”，聘王兆荣为首任校长。两校于1946年2月办理交接手续，并设立光华大学成都分部结束办事处，由谢霖负责主持工作。私立光华大学成都分部自此结束。

### 成华大学时期（1946年 - 1952年）
1946年2月1日，私立光华大学成都分部正式改为私立成华大学，并与上海光华大学结为兄弟学校。同年春季并未招生，秋季始招首批新生。
1947年秋，有学生借要求改“国立”为名掀起学潮，直至次年夏季才平息。1948年至1950年夏，学校校长（负责人）先后由校董向传义、校董何北衡等人兼代，学校秩序逐渐重新建立起来。1951年，校董会改组，刘星垣担任校长。
1952年10月，西南军政委员会文教部下令，改私立成华大学为公立，并将成都会计专科学校全部及其他有关学校部分系科调入，组建“四川财经学院”。成华大学自此结束。
在四川财经学院组建前，先后在学校任教的知名教授和学者有：叶圣陶、谢霖、李炳英、熊子俊、刘星垣、邓作楷、周太玄、郑次腾、庞石帚、李培甫、黄宪章、凌均吉、杨佑之、彭迪先、谢文炳、潘大逵、萧公权、江子能、薛迪靖、赵人隽、伍丹戈、刘盛亚、王利器、杨宪益、戴乃迭、李孝同、罗仲言(即罗章龙)等。

### 四川财经学院时期（1952年 - 1961年）

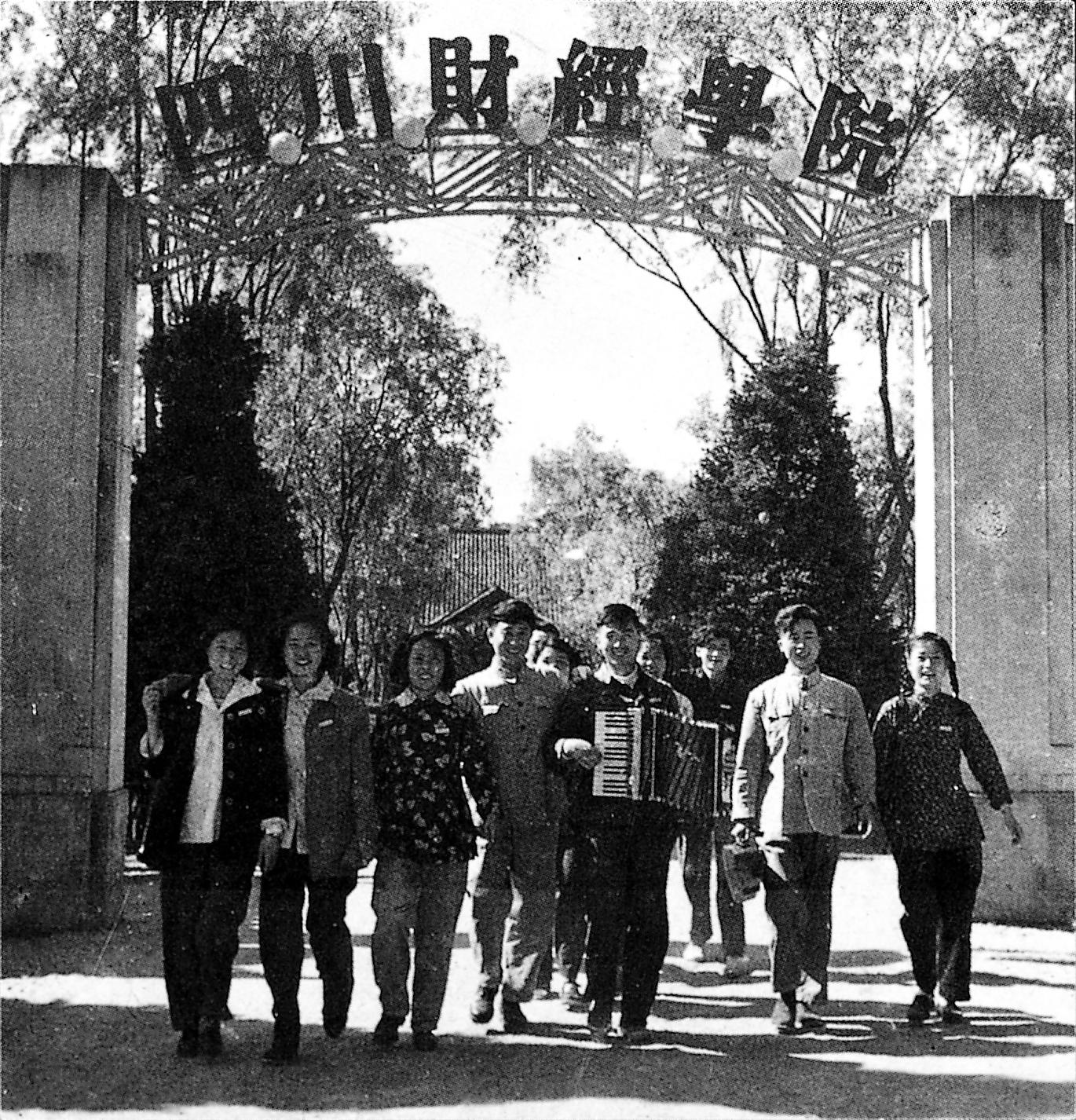
1952年四川财经学院校门

根据西南军政委员会文教部文高（52）字第四四九八号令，成华大学改为公立，并入重庆大学商学院银行保险系、华西大学经济系、成都会计专科学校以及川北大学企业管理系，组建为“四川财经学院”，由中央人民政府高等教育部委托四川省人民政府代管。学院成立后，组建了临时校务委员会，彭迪先担任主任主持院务工作。组建后的学院占地112 538.96平方米（168.8亩），校舍22 802平方米；有教师137人，学生1130人。
1953年，第二次全国院系调整开始，西南人民革命大学三处及财经系科、贵州大学企业管理系并入“四川财经学院”。经过1952年、1953年的全国院系调整，四川财经学院成为全国仅有的四所财经学院之一，也是西南地区唯一的一所综合性高等财经院校。
这一时期，全校有教师245人，其中教授50人，副教授28人。在这批教授中，有陈豹隐、彭迪先、杨佑之、李孝同、刘洪康、归润章、吴世经、刘心铨、汤象龙、许廷星、梅远谋、杨声等人。学院设有五个系五个专业，即工业经济系工业经济专业、经济计划系国民经济计划专业、统计系统计专业、会计系会计学专业、财政系财政学专业，学制四年。
1954年，全国高等财经教育会议召开，提出全面系统学习苏联经验的要求，学院以中国人民大学为榜样，采取苏联经验培养学生。此外，为了贯彻“教育为工农开门”的阶级路线，学院附设工农速成中学，招收工农出身的学生，全院学生中工农成份比重由1954年的11.1%上升至1959年的38.9%。同年11月，学院改为由中央人民政府高等教育部直接管理。
1956年，随着大规模经济建设的全面展开，四川省工科人才缺口较大，学院设置了机械系、土木系、化工系，还在7月的全国高考中单独招收了机械制造工业、工业与民用建筑、糖品物工学等三个工科专业，但在1957年下半年停办，师生分别调到相同或近似的学校。
全国开展的整风运动和“反对资产阶级右派”的斗争，使得一批教师被错误划为右派。1958年12月，学院改为四川省人民政府管理。
1960年，四川财经学院增设工科专业，以期在有条件的情况下独立建成四川科技学院，此时，学院对外挂四川财经学院、四川科学技术学院两个牌子，对内是一套机构、统一领导。但在1961年时，全国经济处于困难时期，独立创办四川科技学院的计划无法实施，加之四川科技学院的专业无法和川内其他高校合并，很难劝服学生学习财经专业，中共四川省委决定停办四川科技学院并把四川科技学院和四川财经学院合并，成立成都大学。

### 成都大学时期（1961年 - 1978年）
1961年9月，四川财经学院和四川科学技术学院合并，成立成都大学，属省属院校。学校设立计划经济系、物理系、化学系、数学力学系、政治经济学系等五个系。学校成立后，中共四川省委并未任命校长，副校长由党委书记叶兆麟兼任。
1964年首届理科学生毕业后，中共四川省委决定撤销学校理科专业，理科三个系的师生调整到四川师范学院（今四川师范大学），财经专业保留，校名不变。到文化大革命爆发前，学校校园面积扩大到213 344平方米（320亩），教职工500余人，学校还先后成立了经济研究所、外文编译室、货币史陈列室以及农业技术学、工业技术学、商品学等实验室。从1952年到文化大革命前，学校共培养了7200多名毕业生。
1966年5月，学校全面停课，随后学校秩序陷入混乱；1968年4月，中国人民解放军7800部队和工人阶级宣传队接管学校，成立中国人民解放军军训团。
1973年7月，中国四川省委正式下文撤销成都大学，拟将学校会计系、统计系调整到四川大学，工业经济系调整到成都工学院，农业经济系调整到西南农学院，政治经济系调整到中共四川省委党校。但因种种原因该决定并未得到贯彻实行，学校只是停止招生，国家仍然每年向学生划拨经费。一些教师借调到中共四川省委读书班、四川大学、四川医学院等单位任教，人事关系保留在学校。此外，学校全部校舍移交中共四川省委党校使用。
1977年9月，中共四川省委党校全面使用学校教学区和学生生活区，学校与省委党校在校舍问题上出现矛盾。中共四川省委随即对省委党校和学校的校址划分作出决定，将校址一分为二，学校划得原校园西北部分土地93 338平方米（140亩）。

### 四川财经学院时期（1978年 - 1985年）
1978年4月，教育部决定在“原成都大学保留的职工和部分校舍的基础上”恢复“四川财经学院”，由四川省领导，首届招生356名。学校设政治经济学系、财政系、工业经济系、会计系、统计系等五个系（含政治经济学、财政学、货币银行学、工业经济学、会计学、统计学等六个专业），后增设金融、经济信息管理、农业经济学等三个系。
1979年，学校成立人口理论研究室，创办《财经译丛》。
1980年1月，学校正式改为由中国人民银行和四川省人民政府双重领导，以中国人民银行为主，成为中国人民银行直属重点院校。同年，恢复《四川财经学院报》。
1981年至1985年，学校先后恢复了研究生教育、经济研究所并成立了出版社，改人口理论研究室为人口研究所。
这一时期，学校开始确立了以金融学科为重点的办学思想。
2024年6月3日，统计交叉创新研究院成立。

### 西南财经大学时期（1985年后）

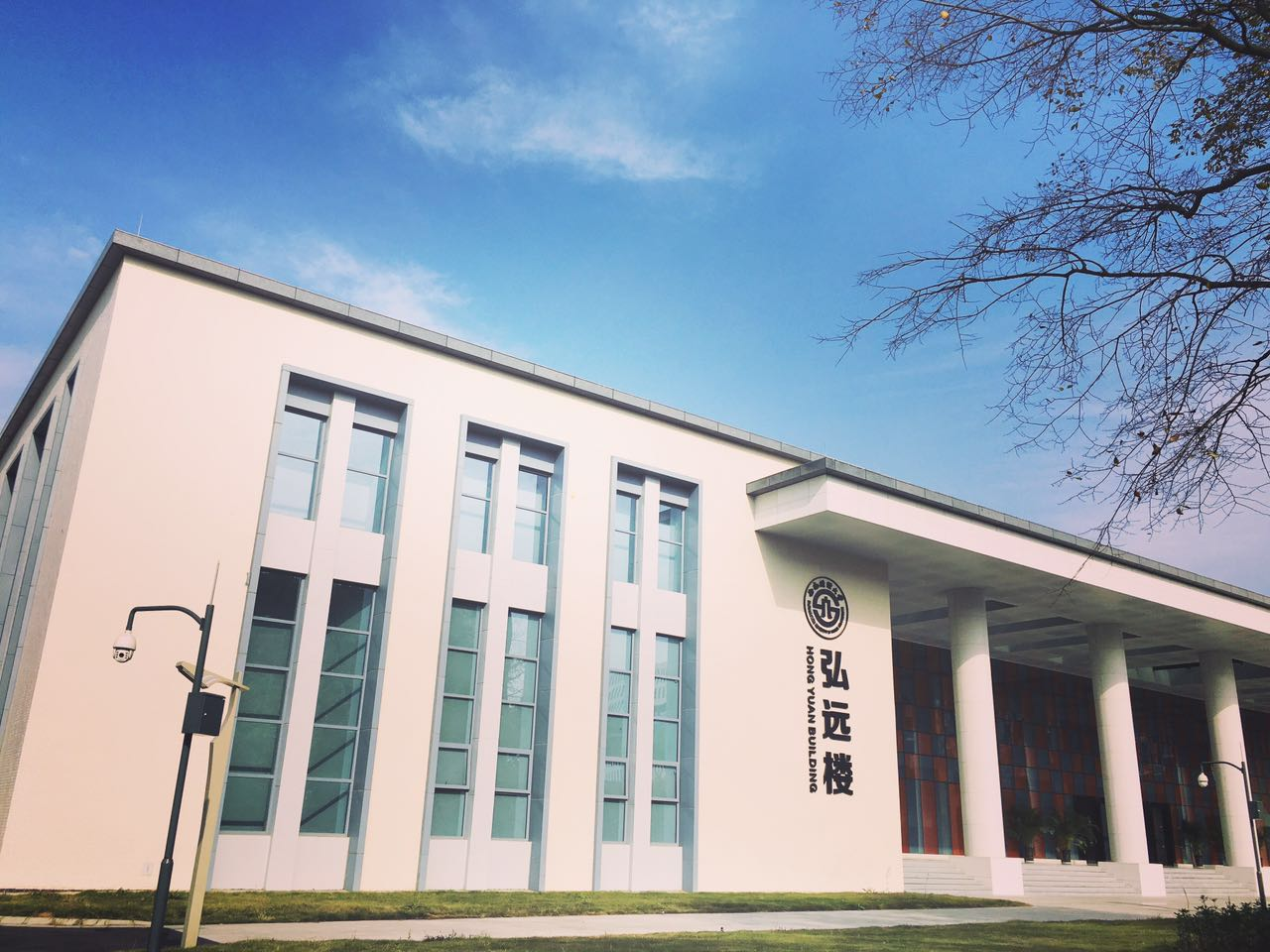
2015年建成的弘远楼

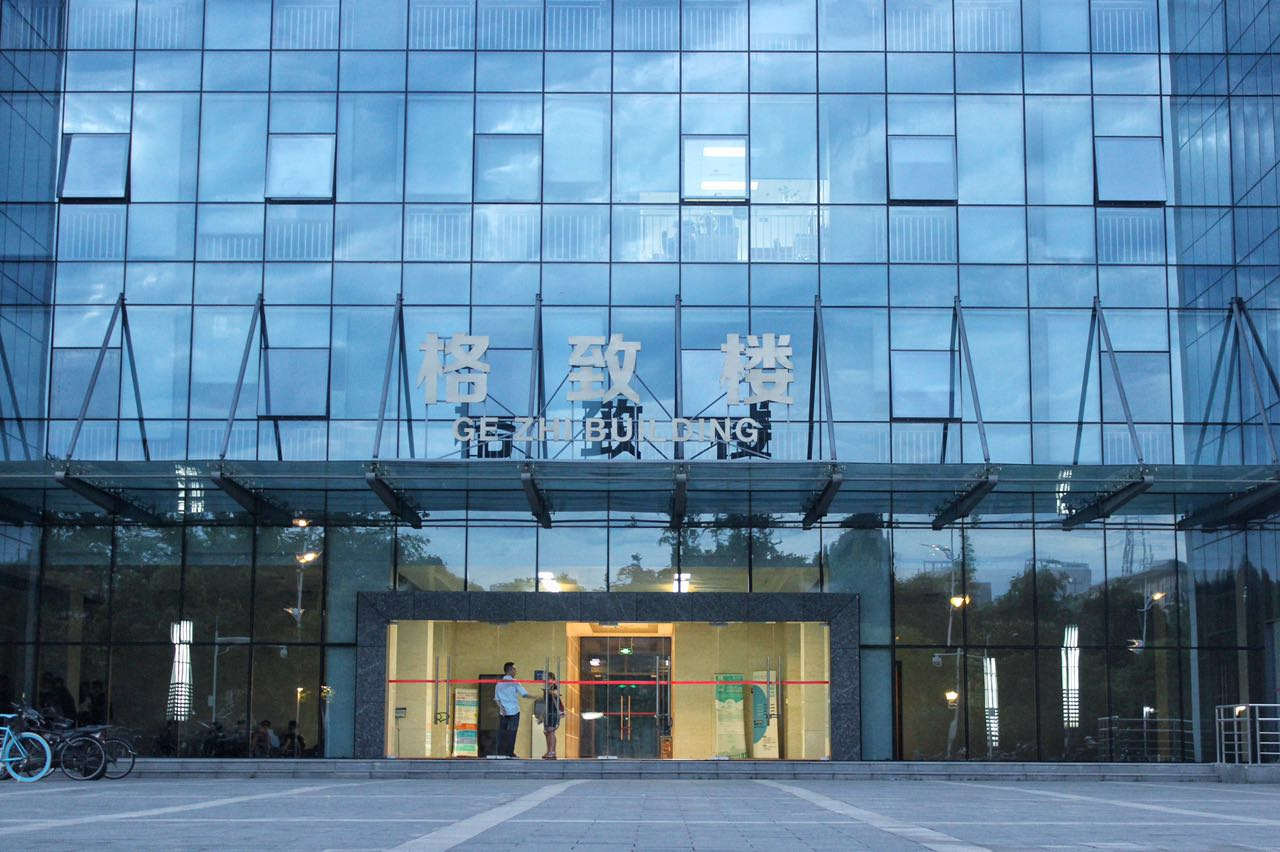
2015年建成的格致楼

1985年11月，学校更名为西南财经大学:32。1989年，《经济学家》创刊；同年，学校与绵阳市政府联合创办了西南财经大学绵阳分校。1995年3月，成为国家“211工程”建设高校。2000年2月，划归教育部管理，成为教育部直属高等学校；9月，四川银行学校正式并入。2001年12月，与绵阳市人民政府合作成立西南财经大学电子商务学院（现为西南财经大学天府学院）。
这一时期，学校拥有教职工1300余人，有刘诗白、曾康霖、何泽荣、赵国良、蒋明新等全国著名的经济学家和管理学导师；还聘请于光远、吴敬琏、厉以宁、戴相龙、郑海泉、沈联涛等为兼职教授。
2004年，柳林校区建成并使用。2010年9月，西南财经大学组建了校史论证小组，在华东师范大学档案馆复制了光华大学档案；10月，进入首批国家教育体制改革试点高校行列并举行建校58周年校庆。2011年6月，“985工程金融学科群与中国金融创新发展”优势学科创新平台正式立项建设；9月，研究生部升格为研究生院。
2012年7月，与清华大学、上海财经大学三所院校联合组建中国首个经济学协同创新中心；8月，与国家审计署、中国银监会、中国人民大学及武汉大学等共同发起组建“中国金融发展与金融安全”协同创新中心。2015年，为庆祝建校90周年校庆，学校先后建成了弘远楼、格致楼、光华门、钟楼等建筑物，对学校也进行翻修。
2017年9月，学校成为国家双一流计划一流学科建设高校。
截止2015年4月，学校有专任教师1380余人，教授250余人、副教授490余人、博士生导师260余人。全日制在校学生22600余人，其中普通全日制本科生15800余人；硕士研究生5800余人，博士研究生900余人，长期留学生700余人。

## 校园环境
西南财经大学目前有两个校区，分别是光华校区和柳林校区。

### 光华校区
光华校区是西南财经大学老校区，在原成华大学和原成都会计专科学校的校址上建立起来，因与光华大学有颇深渊源而得名，位于成都市青羊区光华村街55号。现在光华校区主要进行校务工作、科研工作和成人教育的教学工作。校区主要标志性建筑有光华楼、体育馆、明德楼、青春塑像。

### 柳林校区

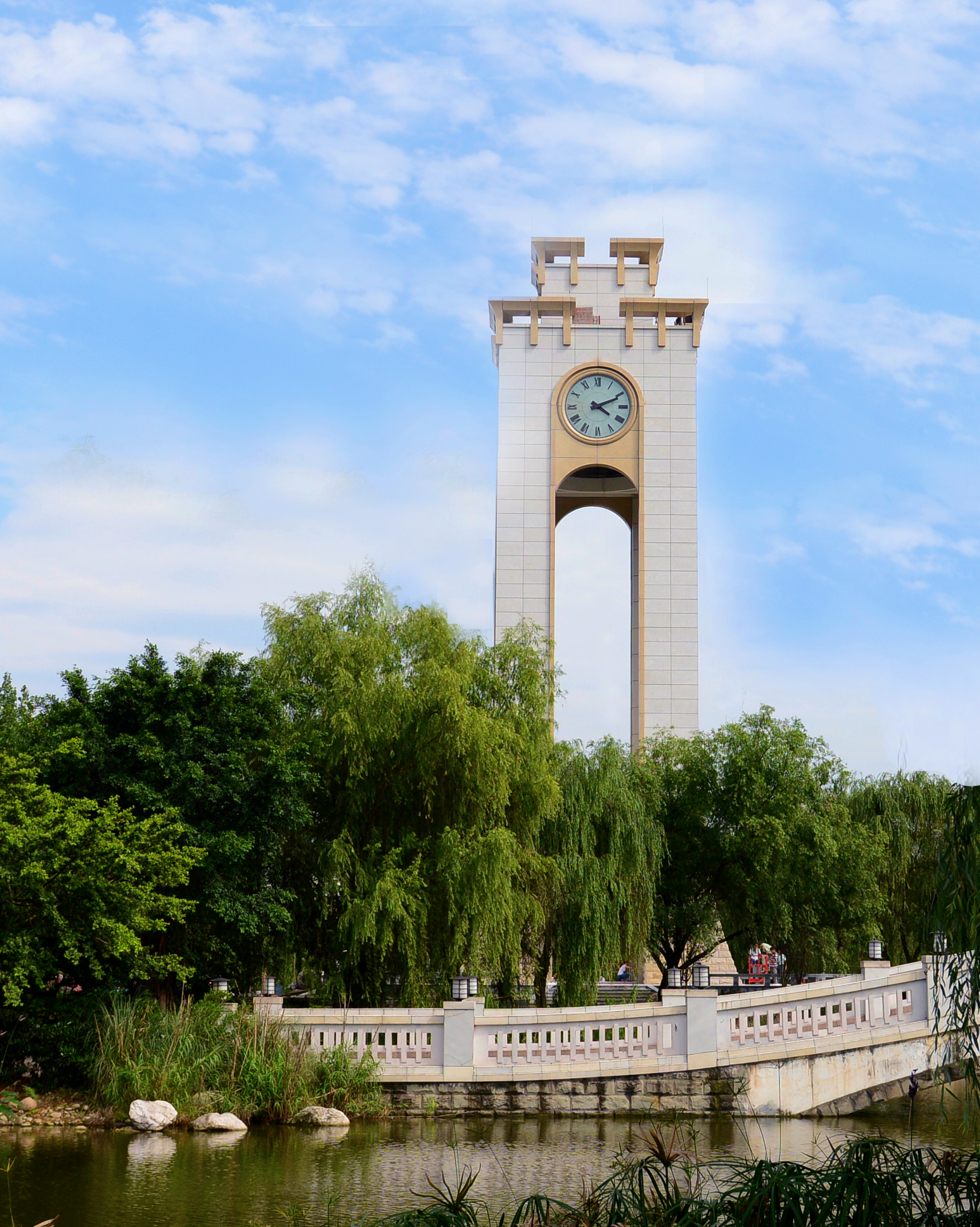
柳林校区的钟楼，仿光华校区古钟楼

柳林校区位于成都市温江区柳台大道555号，占地面积1630亩，于2004年9月正式投入使用。目前该校区主要承担本科生和研究生的教学工作。校区主要建筑有騰骧楼、经世楼、颐德楼、其孜楼（图书馆）、济民广场、学生活动中心、弘远楼、格致楼等。

## 院系设置
- 金融学院
- 经济学院
- 工商管理学院
- 会计学院
- 财税学院
- 统计学院
- 特拉华数据科学学院
- 计算机与人工智能学院
- 管理科学与工程学院
- 法学院
- 外国语学院
- 国际商学院
- 公共管理学院
- 马克思主义学院
- 数学学院
- 通识教育学院
- 人文与艺术学院
- 国际教育学院
- 成人（网络）教育学院
- MBA教育中心
- 体育教学研究部
- 经济与管理研究院

## 校园文化

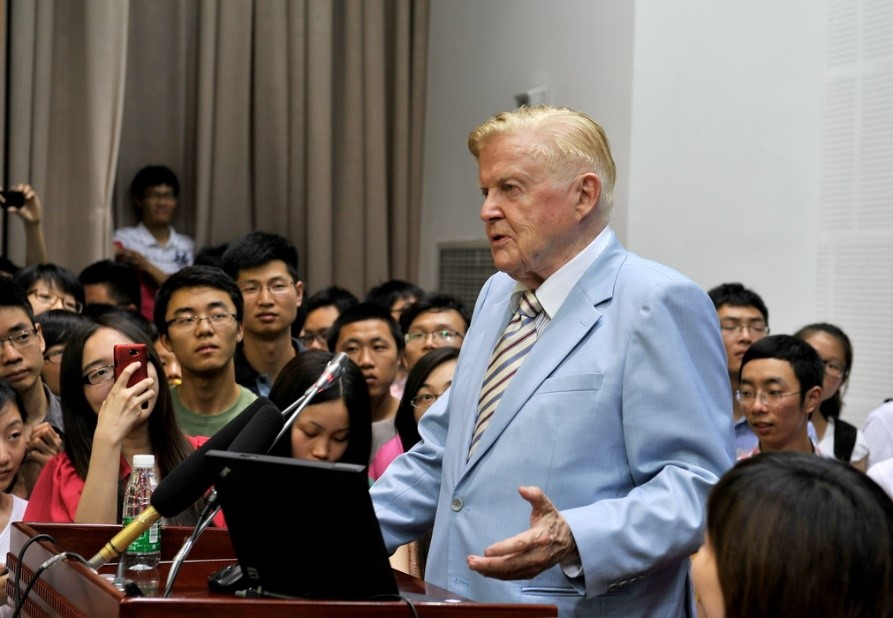
2013年，诺贝尔经济学奖得主、欧元之父罗伯特·蒙代尔在西南财经大学演讲

### 学校精神
经世济民 孜孜以求

### 校训
严谨 勤俭 求实 开拓

### 路名由来
光华校区大部分校园道路均得名于西南财经大学的前身院校，金沙路、住友路等例外。
- 公学路：中国公学
- 求精路：求精商学院
- 正阳路：正阳法商学院
- 相辉路：相辉文法学院
- 革大路：西南人民革命大学
- 华西路：华西大学
- 光华路：光华大学
- 成华路：成华大学
- 金沙路：得名于西南财经大学所在地紧临的金沙遗址。
- 住友路：得名于紧临该路的住友苑宾馆，住友苑宾馆是西南财经大学的对外合作项目之一，部分建设资金由日本住友海上保险公司投入。

## 历任党政负责人

### 历任校长

#### 中华人民共和国成立前

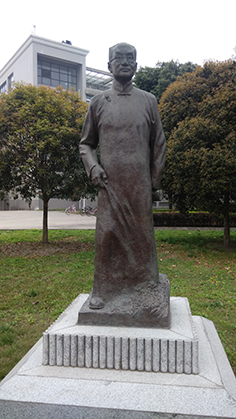
学校内的张寿镛先生雕塑

1938年8月，光华大学内迁成都设立光华大学成都分部，校长为张寿镛先生。1945年秋，光华大学在上海复校，1946年2月，光华大学成都分部更为私立成华大学，以下为成华大学时期历任校长。
| 时间                   | 校长                          |
| ---------------------- | ----------------------------- |
| 1946年2月 - 1948年春   | 王兆荣                        |
| 1948年春 - 1948年秋    | 向传义（代）                  |
| 1948年秋 - 1949年末    | 何北衡（代）                  |
| 1950年春 - 1950年夏    | 黄宪章 （临时校务委员会主任） |
| 1950年夏 - 1951年7月   | 刘星垣                        |
| 1951年8月 - 1952年10月 | 彭迪先                        |

#### 中华人民共和国成立后[8]
1952年，四川财经学院成立，以下为历任院（校）长或负责人。
| 学校名称     | 院长（校长/负责人）               | 任期                    |
| ------------ | --------------------------------- | ----------------------- |
| 四川财经学院 | 彭迪先 （临时院务委员会主任）     | 1952年10月 - 1953年8月  |
| 四川财经学院 | 张韶方 （四川省副省长）           | 1953年8月 - 1961年9月   |
| 成都大学     | 张韶方 （四川省副省长）           | 1961年9月 - 1962年8月   |
| 成都大学     | 校长职务空缺                      | 1962年8月 - 1966年5月   |
| 成都大学     | 郭实夫 （省市委派出的工作组组长） | 1966年5月 - 1968年      |
| 成都大学     | 张定中 （成都大学革命委员会主任） | 1968年5月 - 1970年12月  |
| 成都大学     | 谷魁亮 （成都大学革命委员会主任） | 1970年12月 - 1973年7月  |
| 成都大学     | 学校停办                          | 1973年7月 - 1978年7月   |
| 四川财经学院 | 张洪（兼）                        | 1978年7月 - 1983年7月   |
| 四川财经学院 | 王叔云                            | 1983年7月 - 1985年2月   |
| 四川财经学院 | 刘诗白                            | 1985年2月 - 1985年11月  |
| 西南财经大学 | 刘诗白                            | 1985年11月 - 1990年11月 |
| 西南财经大学 | 甘本佑                            | 1990年11月 - 1994年5月  |
| 西南财经大学 | 王永锡                            | 1994年5月 - 2000年2月   |
| 西南财经大学 | 王裕国                            | 2000年2月 - 2008年6月   |
| 西南财经大学 | 赵德武                            | 2008年6月 - 2012年4月   |
| 西南财经大学 | 张宗益                            | 2012年4月 - 2017年4月   |
| 西南财经大学 | 赵德武（兼）                      | 2017年4月 - 2018年1月   |
| 西南财经大学 | 卓志                              | 2018年1月 - 2023年5月   |
| 西南财经大学 | 李永强                            | 2023年5月-              |

### 历任党委书记[8][12]
党委书记是中华人民共和国成立后，陆续在各高校等组织中设立的职务。1953年10月，四川财经学院成立党总支，叶兆麟任总支书记。1954年9月，成立院党委，叶兆麟任党委书记。
| 学校名称                             | 党委书记   | 任期                   |
| ------------------------------------ | ---------- | ---------------------- |
| 四川财经学院                         | 无党委书记 | 1952年10月 - 1954年4月 |
| 四川财经学院                         | 叶兆麟     | 1954年9月 - 1961年9月  |
| 成都大学（“文革”爆发后，党委无实权） | 叶兆麟     | 1961年9月 - 1973年2月  |
| 成都大学（“文革”爆发后，党委无实权） | 学校停办   | 1973年7月 - 1978年7月  |
| 四川财经学院                         | 张洪       | 1978年7月 - 1983年7月  |
| 四川财经学院                         | 王永锡     | 1983年7月 - 1985年11月 |
| 西南财经大学                         | 王永锡     | 1985年11月 - 2000年2月 |
| 西南财经大学                         | 涂文涛     | 2000年2月 - 2005年4月  |
| 西南财经大学                         | 封希德     | 2005年4月 - 2011年12月 |
| 西南财经大学                         | 赵德武     | 2011年12月 - 2024年1月 |
| 西南财经大学                         | 赵建军     | 2024年1月 -            |

## 知名校友
- 刘家义：中共山东省委书记
- 尚福林：原中国银监会主席
- 庄心一：中国证监会副主席
- 蒋超良：原湖北省委书记
- 李若谷：中国进出口银行董事长、行长
- 马蔚华：招商银行行长
- 陈小宪：中信银行行长
- 郭友：中国光大银行行长
- 闫竹冰：北京银行董事长
- 严晓燕：北京银行行长
- 仰融：前华晨汽车董事长
- 刘家强：成都市副市长
- 刘新华：中国证监会副主席
- 李达昌：前四川省副省长
- 钟勉：四川省政协副主席
- 王宁：四川省人大常委会副主任
- 陈文华：四川省副省长
- 魏宏：四川省副省长
- 黄小祥：四川省副省长

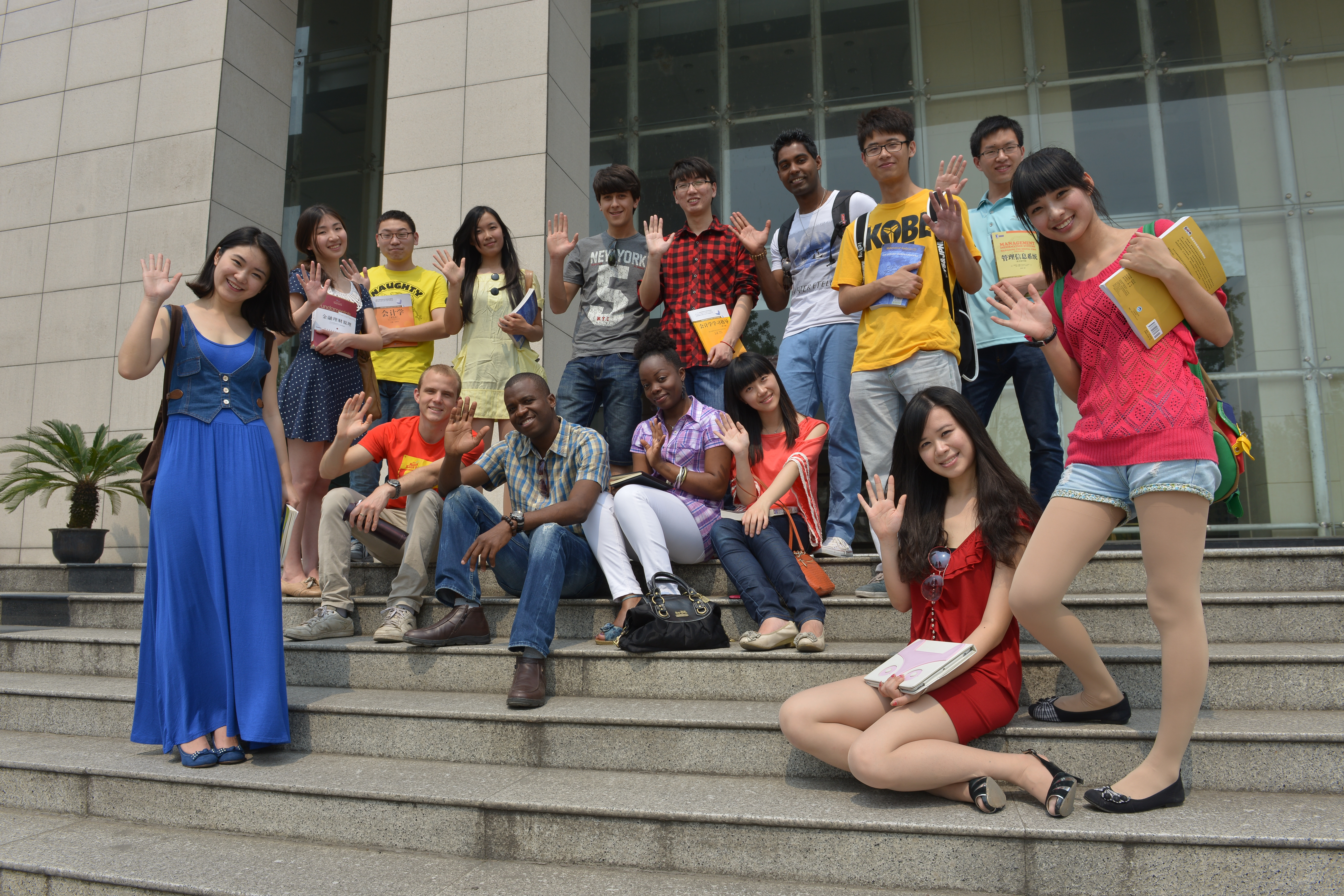
西南财经大学学生

- 王益：原国家开发银行副行长，中国证监会副主席
- 董健行，中國建設銀行臺北分行副行長
- 周慕冰，现任中国农业银行董事长，前中国银监会副主席
- 吕家进，现任中国邮政储蓄银行行长

## 备注
1. ↑  此处有待查证，此种说法是在2002年版的《西南财经大学志（1952 - 2002）》第一篇概述中提及，但在本书的彩色插图中，张韶芳兼任院长时间为1953年至1962年。